# Albin Grenholm
Erik Albin Victor Grenholm, född 12 maj 1987 i Umeå stadsförsamling, är en svensk skådespelare.

## Biografi
Grenholm har gått en treårig teaterutbildning på gymnasienivå vid Midgårdsskolan i Umeå och utexaminerades 2013 från Teaterhögskolan i Stockholm.

## Filmografi
- 2013 – Äkta människor (TV-serie)
- 2016 – Beck – Gunvald (TV-serie)
- 2016 – Midnattssol (TV-serie)
- 2017–2020, 2023 – Leif & Billy (TV-serie)
- 2018 – Rosa moln
- 2018 – Jägarna (TV-serie)
- 2019 – Eld & lågor (film)
- 2019 – Eagles (TV-serie)
- 2019 – Fartblinda
- 2019 – Revansch
- 2019 – Eagles
- 2020 – Inland
- 2020 – Kalifat (TV-serie)
- 2021 – Snöänglar
- 2022 – Året jag slutade prestera och började onanera
- 2024 – Vargasommar (TV-serie)

## Teater

### Roller (ej komplett)
| År   | Roll  | Produktion                                         | Regi              | Teater                |
| ---- | ----- | -------------------------------------------------- | ----------------- | --------------------- |
| 2007 |       | Dagarna i Tilsit                                   | Emil Nilsson-Mäki | Profilteatern         |
| 2008 |       | Sveaborg                                           | Emil Nilsson-Mäki | Profilteatern         |
| 2015 | Pyret | Äldreomsorgen i Övre Kågedalen Nikanor Teratologen | Nils Poletti      | Turteatern            |
| 2022 |       | En handelsresandes död                             | Rasmus Lindberg   | Teater Västernorrland |